# 6853 Silvanomassaglia
6853 Silvanomassaglia è un asteroide della fascia principale. Scoperto nel 1986, presenta un'orbita caratterizzata da un semiasse maggiore pari a 2,2609359 UA e da un'eccentricità di 0,1184715, inclinata di 5,89912° rispetto all'eclittica.